# Olivia Nelson-Ododa
Olivia Nelson-Ododa (ur. 17 sierpnia 2000 w Lansing) – amerykańska koszykarka, występująca na pozycji silnej skrzydłowej, reprezentantka kraju, obecnie zawodniczka Melbourne Boomers, a w okresie letnim Connecticut Sun.
W 2018 wystąpiła w meczach gwiazd amerykańskich szkół średnich – McDonald’s All-American i Jordan Brand Classic. Została też wybrana najlepszą koszykarką szkół średnich stanu Georgia (Miss Georgia Basketball, USA Today All-Georgia Player of the Year) oraz zaliczona do II składu USA Today All-USA i Naismith All-America.
16 stycznia 2023 zawarła kontrakt z Connecticut Sun.

## Osiągnięcia
Stan na 4 marca 2023, na podstawie, o ile nie zaznaczono inaczej.

### NCAA
- Wicemistrzyni NCAA (2022)
- Uczestniczka rozgrywek NCAA Final Four (2019, 2021, 2022)
- Mistrzyni:
  - turnieju konferencji:
    - Big East (2021, 2022)
    - American Athletic (AAC –2019, 2020)

  - sezonu regularnego konferencji:
    - Big East (2021, 2022)
    - AAC (2019, 2020)
- Defensywna zawodniczka roku Big East (2021)
- Zaliczona do:
  - I składu:
  - Big East (2022)
  - turnieju Big East (2021)
  - II składu:    
    - Big East (2021)
    - AAC (2020)

### Reprezentacja

#### Seniorska
5x5
- Mistrzyni Ameryki (2019)

3x3
- Mistrzyni igrzysk panamerykańskich 3x3 (2019)

#### Młodzieżowe
- Mistrzyni Ameryki U–18 (2018)
- Brązowa medalistka mistrzostw świata U–17 (2016)